# Rai Italia Radio

Logo Rail Italia de 2017 à ce jour

Rai Italia Radio était la station de radiodiffusion internationale de l'Italie.

## Histoire
Dans les années 1930 l'Italie est l'un des premiers pays à émettre en ondes courtes pour l'international. En 1930 commence la construction de l'émetteur ondes courtes de Prato Smeraldo, près de Rome. Quatre ans plus tard deux autres émetteurs sont achevés et la diffusion en italien et en anglais pour l'Amérique du Nord commence. En 1935 débute la diffusion de programmes en italien, portugais et espagnol pour l'Amérique du Sud.
En 1939, après l'achèvement de 6 nouveaux transmetteurs, des programmes en anglais sont diffusées vers l'Extrême Orient, l'Europe et les pays méditerranéens. 
Au cours de la Seconde Guerre mondiale la station prend un caractère stratégique et émet vers les grandes puissances que sont la France, l'Allemagne, le Royaume-Uni, les Pays-Bas et l'Union soviétique. La signature de l'armistice avec les alliés en septembre 1943 entraîne la fin de la diffusion d'émissions vers l'étranger. Il faut attendre le 3 septembre 1946 pour que le pays reprenne la diffusion avec des bulletins d'information en français, portugais, italien, anglais et espagnol.
Une loi de 1962 transfère le service de radiodiffusion en ondes courtes au diffuseur public Rai. Avec le temps les programmes perdent leur caractère officiel. 
Le lancement en 1975 d'une section de gestion spéciale de la diffusion vers l'extérieur permet le développement de la station.
Le 1er octobre 2007, RAI Internazionale abandonne les ondes courtes et la diffusion en 26 langues étrangères. 
Le 1er janvier 2012 elle cesse d'émettre avec Rai Internazionale.

## Programmation
Chaque jour l'équipe de Rai Italia Radio produit dix éditions du "Giornale dall'Italia" en italien, un programme de 25 minutes de nouvelles destiné aux italiens de l'étranger.
L'équipe produit aussi "Un giorno in Italia" et "Ultime notizie", des programmes destinés aux Amériques.

## Canaux en ligne
Rai Italia Radio diffuse sur 1 canal radio en ligne fonctionnant 24 heures sur 24. 
- Rai Italia Radio : programmation meilleur de Rai Internazionale et des trois stations domestiques de la RAI. Musicale, thématique, et d'information en italien. Diffusion par Hot Bird 6 et sur Internet.

D'abord le 1er octobre 2007, date de l'arrêt des émissions en ondes courtes, il y avait deux canaux: SatelRadio et Rai International Hotbird.  